# A strangely isolated place
A strangely isolated place is het tweede studioalbum van Ulrich Schnauss. Hij nam het op te Berlin-Schöneberg (Rote/Schöneberger Insel), een wijk in Berlijn. Het album werd uitgebracht in het Verenigd Koninkrijk door het kleine platenlabel City Centre Officies; ook de Amerikaanse persing kwam via een klein label.
Schnauss trad in 2014 toe tot Tangerine Dream werkend in hetzelfde idioom binnen de elektronische muziek. Wellicht mede daardoor kon Schnauss zijn vroeger werk opkopen en na enige bewerking opnieuw uitgaven op zijn eigen platenlabel Scripted Realities. In eerste instantie gebeurde dat in de compilatiealbum/verzamelbox Now is a timeless present in het voorjaar 2020. Die box raakte al snel uitverkocht en het album verscheen toen opnieuw (zomer 2020) weer als “los album”. AllMusic waardeerde het album met vijf sterren uit vijf terwijl 124 abonnementhouders het gemiddeld een 4,5 gaven (gegevens 19 september 2020).

## Musici
- Ulrich Schnauss – synthesizers (E-Mu E4 en Yamaha CP80)
- Judith Beck – zang
- Paul Davis – gitaar op Blumenthal

## Muziek
| Nr. | Titel                       | Duur  |
| --- | --------------------------- | ----- |
| 1.  | Gone forever                | 8:12  |
| 2.  | On my own                   | 6:41  |
| 3.  | A letter from home          | 6:57  |
| 4.  | Monday - paracetamol        | 7:57  |
| 5.  | Clear day                   | 7:42  |
| 6.  | Blumenthal                  | 6:38  |
| 7.  | In all the wrong places     | 6:53  |
| 8.  | A strangely isolated places | 10:49 |